# Олесенка
Олесенка (пол. Olesienka) — потік в Польщі, у Домбровському повіті Малопольського воєводства. Права притока Жабниці, (басейн Балтійського моря).

## Опис
Довжина потоку 5,2 км, найкоротша відстань між витоком і гирлом — 4,20 км, коефіцієнт звивистості потоку — 1,24. Формується безіменними струмками.

## Розташування
Бере початок на південно-східній околиці села Олесно (гміна Олесно). Спочатку тече переважно на північний захід, а потім на північний схід і у селі Цьвікув впадає у річку Жабницю, ліву притоку Бреню.